# Мини-Мы
Мини-Мы (вариант: Мини-Ми, англ. Mini-Me, букв. «мини-я») — один из персонажей серии фильмов «Остин Пауэрс» в исполнении Верна Тройера, клон доктора Зло. Мини-Мы впервые появился во втором фильме, «Остин Пауэрс: Шпион, который меня соблазнил».
Когда доктор Зло был заморожен, его соратники создали клон на случай, если разморозку осуществить не удастся. Мини-Мы — точная копия доктора Зло, только в восемь раз меньше (т. е. вдвое меньше ростом). У него, как и у доктора Зло, есть кот, которого зовут мини-мистер Бигглсуорт. Мини-Мы любит сладости, особенно бельгийский шоколад, а также любит терроризировать Скотта Зло, с которым у него вообще постоянно возникают конфликты. Мини-Мы не может говорить (хотя в одной из песен подпел Доктору Зло) и его общение с окружающими сводится к копированию жестов доктора Зло и звуку «и-и-и-и-и!».
Позже перешёл на сторону Остина Пауэрса и стал копировать его.

## В других произведениях
В мультсериале «Гриффины» (6.09 «Back to the Woods») Питер Гриффин упоминал, что проглотил карлика, игравшего Мини-Мы.